# Aphidius rhopalosiphi
Aphidius rhopalosiphi is een insect dat behoort tot de orde vliesvleugeligen (Hymenoptera) en de familie van de schildwespen (Braconidae). De wetenschappelijke naam van de soort werd voor het eerst geldig gepubliceerd door de Stefani-Perez in 1902.